# Barbourula busuangensis
Barbourula busuangensis – gatunek płaza bezogonowego z rodziny kumakowatych występującego wyłącznie na terenie filipińskich wysp Palawanu, Busuanga i Culion. Jako nowy gatunek został opisany przez Taylora i Noble’a w 1924.

## Systematyka
Literatura naukowa rzadko podnosiła temat tego gatunku.
Gatunek opisany został w 1924 przez Taylora i Noble’a na podstawie pojedynczego utrwalonego okazu, pochodzącego z wyspy Busuanga. Stworzyli oni od razu nowy rodzaj płazów bezogonowych Barbourula. Naukowcy ci, badając dostępnego im osobnika, dostrzegli liczne podobieństwa do bardziej bazalnych płazich linii rozwojowych. Barbourula busuangensis najbardziej przypominała im przedstawicieli rodzaju Bombina (do którego zaliczają się kumaki, np. kumak nizinny czy górski). Gatunki te zaliczano w przeszłości do rodziny ropuszkowatych (Discoglossidae). Aż do 1978 B. busuangensis była jedynym przedstawicielem swego rodzaju (takson monotypowy). Opisano wtedy Barbourula kalimantanensis z Borneo. Obecnie oba rodzaje: Barbourula z obydwoma gatunkami i Bombina wydziela się do osobnej rodziny kumakowatych (Bombinatoridae). Taka klasyfikacja opiera się na pracy Forda i Cannatella z 1993.

## Budowa

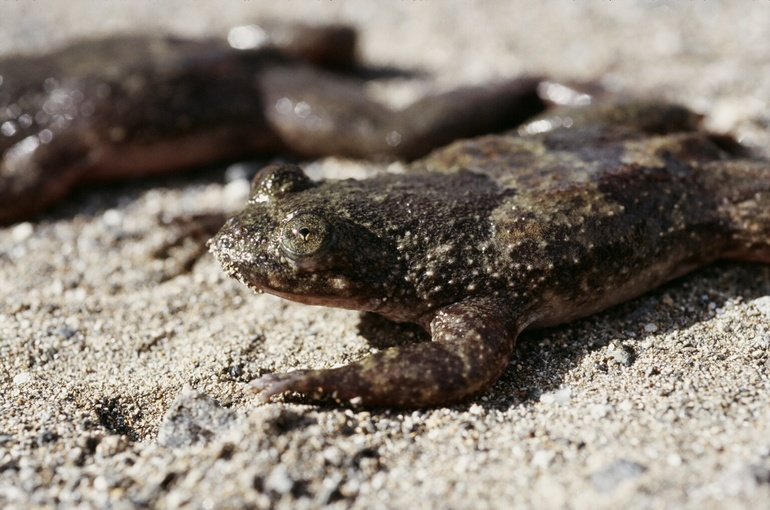
Płaz ten ma wyłupiaste oczy i nozdrza położone grzbietowo. Bębenek nie występuje

Jest to płaz duży, cechujący się ciężką budową ciała. Charakteryzuje się masywnym i mocnym ciałem o długości 7 do 10 cm. Wykazuje ona przystosowania do trybu życia tego zwierzęcia, zamieszkującego strumienie.
Ubarwienie powłoki ciała jest ciemne. Może przyjmować kolory od ciemnej zieleni aż do czerni. Skórę tego bezogonowego pokrywają drobniutkie brodawki, najmniejsze przy linii pośrodkowej ciała, malejące w jej kierunku, idąc od boków. Zdobią go krostkowate plamki barwy jaśniejszej, mdłej zieleni i krzyżyki na tylnych kończynach.
Ciało Barbourula busuangensis wykazuje spłaszczenie grzbietowo-brzuszne. Nozdrza i oczy leżą na grzbietowej stronie głowy (pływając pod powierzchnią płaz wystawia je nad taflę wody). Bębenek nie występuje. Ma to związek z anatomią kumakowatych. Podobnie jak grzebiuszkowate, nie mają w ogóle ucha środkowego. Może to świadczyć o głuchocie.
Zwierzę dysponuje solidnymi, dobrze umięśnionymi łapami, zarówno przednimi, jak i tylnymi. Palce łap obu par łączy błona pławna.

## Cykl życiowe
Informacje na temat rozrodu B. busuangensis są bardzo skąpe. Ciężarna samica posiada jaja. Są one dużej wielkości, ale za to nieliczne. Nie zawierają barwnika. Człowiek nigdy nie widział za to kijanek tego gatunku. Fakty te skłaniają specjalistów do podejrzeń o rozwój prosty.

## Rozmieszczenie geograficzne
Płaz ten żyje na Filipinach, uznaje się go za endemit. Jego obecność odnotowano na wyspach Busuanga, Palawan i Culion, na zachodzie kraju. Po raz pierwszy spotkano go na Busuanga właśnie, po czym opisano go w 1924. W 1961 odkryto jego obecność również na Palawan.
IUCN podejrzewa, że rzeczywisty zasięg występowania płaza jest obszerniejszy, niż by to wynikało z dotychczasowych doniesień, zwłaszcza jeśli chodzi o wyspę Palawan.

## Ekologia
Żyje w czystych, zimnych, górskich rzekach i potokach o szybkim nurcie na terenie dziewiczej dżungli porastającej tereny nizinne. Osobniki dorosłe w ciągu dnia można często spotkać w szczelinach skalnych lub pod dużymi kamieniami, dopiero w nocy wychodzą z ukrycia. Młode osobniki bytują głównie w wodzie. Normalnie pływa blisko powierzchni wody (ponad wodą widoczne są jedynie oczy i nozdrza) lub przebywa między skałami w szybko płynącej wodzie, zaś zaniepokojona szybko chowa się między kamieniami pod powierzchnią wody.
Obszar występowania płaza na Palawan przypomina w większym stopniu, niż reszta Filipin, Borneo, gdzie żyje drugi gatunek tego samego rodzaju: Barbourula kalimantanensis.
Jest to płaz nizinny. Bytuje na wysokości do 300 m nad poziomem morza, być może do 500 m.
Żywi się bezkręgowcami.

## Zagrożenia i ochrona
Z jednej strony jest to gatunek rzadki. Nauka poznała go słabo. Z drugiej w licznych miejscach występuje pospolicie.
Międzynarodowa Unia Ochrony Przyrody (IUCN) w 2000 i 2004 nadała gatunkowi status narażonego (VU – Vulnerable), a w 2018 status bliskiego zagrożenia (NT – Near Threatened).
IUCN wymienia następujące zagrożenia nękające pewne populacje tego gatunku:
- zmiany w środowisku naturalnym
- rozwój rolnictwa
- wydobywanie kamienia
- górnictwo wielkoskalowe
- zanieczyszczenie rzek i strumieni (wiąże się ściśle z rolnictwem)
- prawdopodobnie także odłów w celach handlowych, w tym jako zwierzęta domowe (włączając w to handel międzynarodowy)

Na wyspie Palawan zasięg występowania płaza obejmuje obszary lasu nizinnego, które są ogólnie objęte ochroną. Pozostałe nienaruszone partie lasu wymagają jednak uznania za obszary prawnie chronione.